# Manuel Vázquez Moro
Manuel Vázquez Moro (Villagarcía de Arosa 1901-Santa Cruz de Tenerife, 13 de octubre de 1936) fue un político, marino mercante y militar español, miembro de Izquierda Republicana. Último gobernador civil republicano de la provincia de Santa Cruz de Tenerife en 1936.

## Golpe de Estado

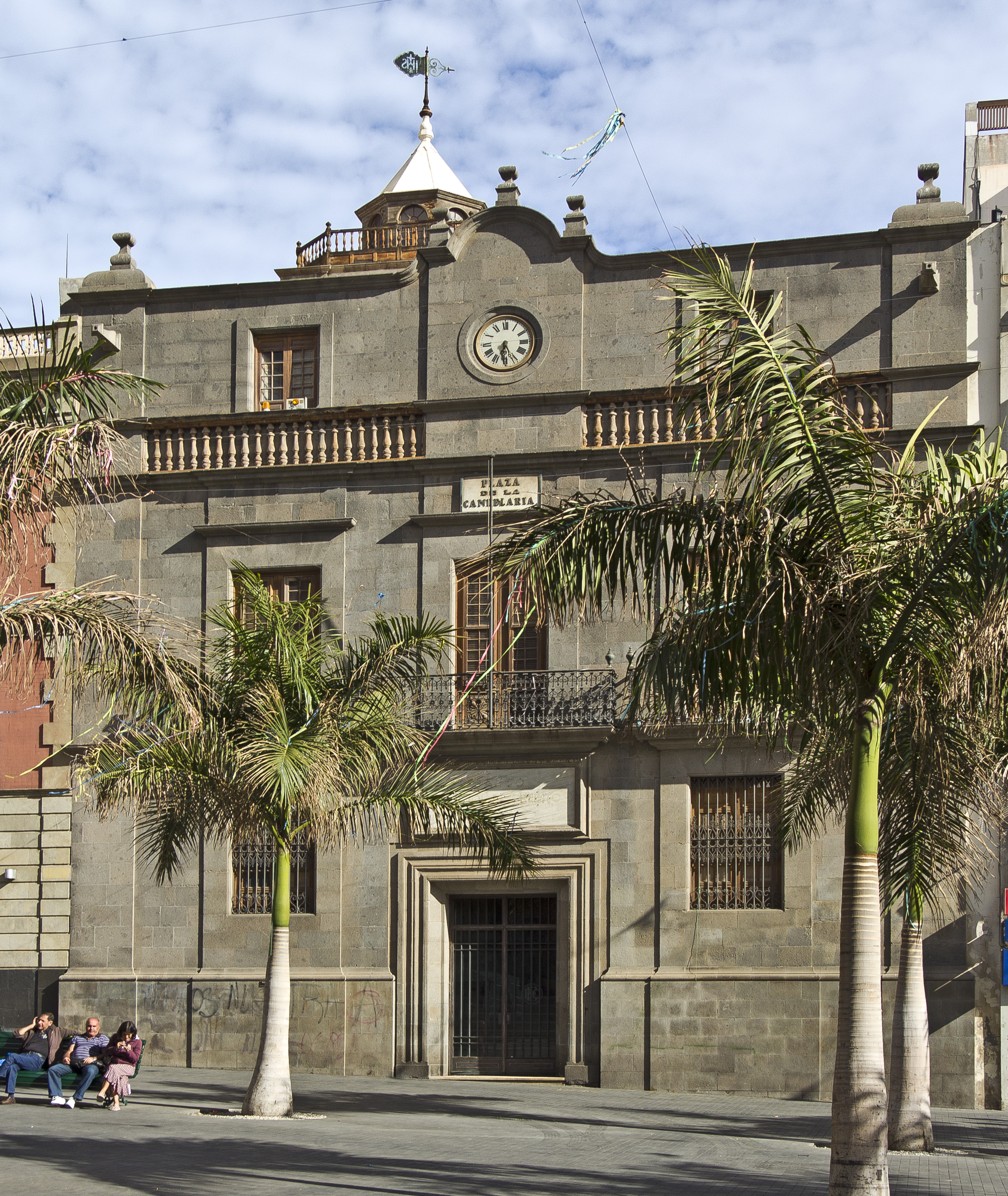
Palacio de Carta, sede del Gobierno Civil en 1936.

El 18 de julio de 1936 se sublevó el Ejército en la localidad de Santa Cruz de Tenerife a las 5.00 horas de la madrugada. Los militares sublevados bajaron desde la Comandancia Militar, sita en la plaza de Weyler, por la calle Fermín Galán hasta el Gobierno Civil, situado en la plaza de la Constitución. Sobre las cinco y cuarto de la madrugada, el comandante Alfonso Moreno Ureña entró en el despacho del gobernador civil Manuel Vázquez Moro, pistola en mano, comunicándole la orden superior de destituirlo y detenerlo. Con él se encontraban el secretario del Gobierno Civil, Isidro Navarro López, y el teniente de la Guardia de Asalto, Alfonso González Campos, que con el cabo Francisco Muñoz Serrano y otros guardias intentaron proteger al gobernador y evitar un enfrentamiento. De pronto, hubo un cruce de disparos incontrolado, y dos hombres resultaron heridos: Francisco Muñoz Serrano y Santiago Cuadrado. La llegada de nuevos efectivos militares golpistas hizo que los guardias de asalto se rindieran. A los pocos minutos, los heridos fallecieron.

## Fusilamiento
Vázquez Moro fue encarcelado. Condenado en Consejo de Guerra a la pena máxima, fue fusilado el 13 de octubre de 1936 a las 6.00 de la mañana, junto a tres compañeros. Fue enterrado en una fosa común en Tenerife, donde se encuentran aún sus restos mortales.